# Jorge Sampaoli
Jorge Luis Sampaoli Moya (pronunție în spaniolă [ˈxorxe sampaˈoli]; n. 13 martie 1960, Casilda⁠(d), Provincia Santa Fe, Argentina) este un fotbalist argentinian retras din activitate, care a jucat pe post de mijlocaș. După încheierea carierei, a devenit antrenor, și a antrenat, printre altele, Echipa națională de fotbal a Chile, Coronel Bolognesi⁠(d) și U de Chile.

## Titluri
Universidad de Chile
- Torneo Apertura (1): 2011, 2012
- Torneo Clausura (1): 2011
- Copa Sudamericana (1): 2011

## Legături externe
- Profil la Transfermarkt